# Caucasian Knot
Caucasian Knot (rus: Кавказский узел, Kavkazkii Uzel), literalment el nus caucàsic, és un mitjà en línia de notícies sobre el nord del Caucas i el Districte Federal del Sud de Rússia, basat en el periodisme d'investigació i centrat en temes d'actualitat política i els drets humans. Es publica en anglès i rus des de l'any 2001, i el seu director és Grigori Xvedov. El web es va iniciar com a projecte de l'organització pro Drets Humans Memorial, però va evolucionar com un recurs periodístic independent.
Per motius de seguretat, Caucasian Knot no té oficines ni delegacions físiques, i la seva xarxa de periodistes i corresponsals opera a través d'internet i, en alguns casos, no revela la seva identitat. L'activista i periodista russa Natàlia Estemírova, n'era col·laboradora fins que va ser segrestada i assassinada a Txetxènia l'any 2009. Akhmednabi Akhmednabiev, editor del mitjà Novoye Delo i que també escrivia a Caucasion Knot, va ser assassinat a trets a Makhatxkalà el 2013.